# Mitthyridium vriesei
Mitthyridium vriesei là một loài rêu trong họ Calymperaceae. Loài này được Sande Lac. H. Rob. mô tả khoa học đầu tiên năm 1975.